# カール・ツンベルク

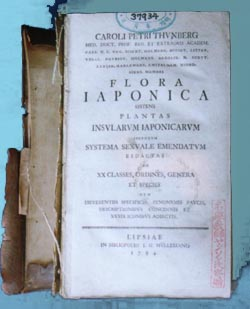
『日本植物誌』（"Flora Japonica"）

カール・ペーテル・ツンベルク（Carl Peter Thunberg [ˈkɑːɭ ˈpeːtər ˈtʉːnˈbærj], 1743年11月11日 - 1828年8月8日）は、スウェーデンの植物学者、博物学者、医学者。
カール・フォン・リンネの弟子として分類学において大きな功績を残した。
また出島商館付医師として鎖国期の江戸日本に1年滞在し、日本における植物学や蘭学、西洋における東洋学の発展に寄与した。出島の三学者の一人。

## 日本語表記
日本語での姓の表記が一定せず、ツンベルク、ツンベルグ、ツンベリ、ツンベリー、トインベルゲ、ツーンベリ、ツュンベリー、ツューンベリ、チュンベリー、ツェンベリー、トゥーンベルイなどがある。スウェーデン語に近い発音表記は、トゥーンベリである。なお、名前の中のhは当時の名前では発音しないのが一般的である。

## 生涯
1743年11月11日、スウェーデンのヨンショーピング（Jönköping）に生まれる。 
ウプサラ大学のカール・フォン・リンネに師事して植物学、医学を修めた。
フランス留学を経て1771年にオランダ東インド会社に入社した。
これは日本を含む世界各地の動植物を分類させるためにリンネが弟子のツンベルクを派遣したという説がある。
まずツンベルクはケープ植民地でオランダ語を身につけるとともに、3年かけて喜望峰周辺を探検した。後年"Flora capensis"、『喜望峰植物誌』をまとめ、喜望峰周辺の固有の生態系を報告した。
その後セイロン、ジャワを経て、1775年（安永4年）8月にオランダ商館付医師として出島に赴任した。
当初は出島から出ることを許されなかったため、出島へ運びこまれる飼料から植物や昆虫を採取した。
医師としては梅毒に対して昇汞（しょうこう、塩化水銀(II)のこと）を処方する水銀療法を行った。
劇的な治療効果を挙げ、長崎で多くの患者が治療を受けた。この療法は通詞の吉雄耕牛らにも伝授された。
翌1776年4月、商館長に従って江戸参府を果たし、徳川家治に謁見した。
ツンベルクにとって出島・長崎を離れての旅は日本の文化・生物相等を調査する大きなチャンスであり、道中では箱根などで多くの植物標本を収集した。
江戸滞在中には桂川甫周、中川淳庵らの蘭学者を指導した。日本語、特にオランダからの外来語も観察している。
長崎への帰途では大坂の植木屋でも多くの植物を買いこんだ。
しかしその年のうちに日本を離れ、バタヴィアに戻った。
商館長からはさらなる滞在を要請されたが、行動が制限されて研究が進まないために見切りをつけたとされている。
1788年に王立協会フェロー選出、1779年には祖国のスウェーデンに戻り、母校ウプサラ大学の植物学教授を経て1781年にウプサラ大学学長に就任した。
大学では後に博物学者となるキリル・ラクスマンらを指導した。
在日中に箱根を中心に採集した植物800余種の標本は今もウプサラ大学に保存されている。

## 著書
- "Flora Japonica"『日本植物誌』
- 『ヨーロッパ、アフリカ、アジア紀行』
- 『ツンベルク日本紀行』 山田珠樹訳註、雄松堂書店〈異国叢書〉[8]、1966年 - フランス語版からの重訳
- C.P.ツュンベリー『江戸参府随行記』 高橋文訳、平凡社東洋文庫、1994年 - 原典訳本(電子書籍も刊)
- "Flora capensis"『喜望峰植物誌』

## 献名
ツンベルクは学名の二名法が確立した初期に新種を多数発見しており、分類学への貢献が大きい。学名でツンベルクに献名された動植物は多い。日本に滞在したことから日本産の動植物にも多く献名されている。

### 植物
| - ノキシノブ（ウラボシ科） Lepisorus thunbergianus - クロマツ（マツ科） Pinus thunbergii Parl. - ミヤギノハギ（マメ科） Lespedeza thunbergii - タブノキ（クスノキ科）Machilus thunbergii Sieb. et Zucc.（1846） - ミゾソバ（タデ科）Polygonum thunbergii (Sieb. et Zucc.) H. Gross ex Nakai - ヤハズカズラ属（キツネノマゴ科） Thunbergia - イラクサ（イラクサ科） Urtica thunbergiana - ハルリンドウ（リンドウ科） Gentiana thunbergii (G.Don) Griseb. (1845) - アズマギク（キク科） Erigeron thunbergii - ゲンノショウコ（フウロソウ科） Geranium thunbergii Siebold ex Lindl. et Paxton - ユキヤナギ（バラ科） Spiraea thunbergii | - ハシバミ（カバノキ科） Corylus heterophylla var. thunbergii - アマチャ（ユキノシタ科、ガクアジサイの変種） Hydrangea macrophylla var. thunbergii - ウスギモクセイ（モクセイ科、モクセイの変種） Osmanthus fragrans var. aurantiacus f. thunbergii Makino - メギ（メギ科） Berberis thunbergii DC. - ヤマラッキョウ（ヒガンバナ科） Allium thunbergii G. Don - アミガサユリ（ユリ科） Fritillaria verticillata var. thunbergii - ユウスゲ（キスゲ科） Hemerocallis thunbergii Baker - ヤマアマドコロ（キジカクシ科、アマドコロの変種） Polygonatum odoratum (Mill.) Druce. var. thunbergii - カキラン（ラン科）Epipactis thunbergii A. Gray - スズメノヒエ（イネ科） Paspalum thunbergii Kunth ex Steud. - ナンゴクウラシマソウ（サトイモ科） Arisaema thunbergii Blume |

### 動物
- ツンベルグマルガタクワガタ（クワガタムシ科、南アフリカ固有種） Colophon thunbergii Westwood, 1855
- ナガサキアゲハ日本本土亜種（アゲハチョウ科） Papilio memnon thunbergii von Siebold, 1824

## 登場作品
- 佐伯泰英「居眠り磐音 江戸双紙 第15巻　残花ノ花」（双葉社）